# 広岡浪秀
広岡 浪秀（ひろおか なみほ、天保12年1月1日（1841年1月23日） - 元治元年6月5日（1864年7月8日））は、幕末の尊皇攘夷派志士。長州藩大嶺神社（美祢市）の神主。諱は正恭。変名、広分彦也。
尊皇攘夷を志した広岡は、文久3年（1863年）の八月十八日の政変後、関西から関東までを遊説。長州藩の賊軍汚名返上に尽力して廻っていたが、元治元年（1864年）6月5日の池田屋事件に遭遇して負傷。池田屋を逃れて長州藩邸付近で絶命した。享年24。京都大和小路三条縄手の三縁寺に埋葬される。
大正4年（1915年）、従五位を追贈された。